# Tomnatec, Hunedoara
Tomnatec este un sat în comuna Bulzeștii de Sus din județul Hunedoara, Transilvania, România.

Notă: Localitatea Tomnatec este identificată la o locație greșită pe harta Google-Earth.

## Monumente istorice
- Biserica de lemn din Tomnatecu de Jos
- Biserica de lemn din Tomnatecu de Sus